# Berlin Gothic
Berlin Gothic ist eine siebenteilige Thriller-Reihe des Berliner Autors Jonas Winner.
Sie ist im eigenen Verlag des Autors Berlin Gothic Media erschienen und als E-Book im Mobipocket oder ePUB Format erhältlich. Daneben erschienen die sieben Teile zusammengefasst in einem Band am 3. Juni 2013 als Knaur-Taschenbuch. Der erste Band der Reihe belegte Platz drei der Jahresbestseller 2011 des Kindle-Shops von Amazon, der zweite Teil Platz vier. Berlin Gothic 1 hielt den ersten Platz der kindle Top100 für 66 Tage, länger als bisher jedes andere Buch.

Der Verlag des Autors beschreibt dessen Vorgehen wie folgt:  

„Der Autor finanziert die Zeit, die er für die Niederschrift seines ca. 1200–1400 Seiten starken, siebenteiligen Thrillers braucht, indem er nacheinander die Bände von jeweils ca. 200 Taschenbuchseiten veröffentlicht. Gleichzeitig setzt er sich durch diese Publikationsform jedoch massiv unter Druck. Kaum ein Leser ist es gewohnt, mit der Lektüre eines Thrillers zu beginnen, während das Buch noch geschrieben wird!“

## Bände
| Band | Titel                    | Erscheinungsdatum  | ISBN (mobi/kindle)     | ISBN (ePUB)            |
| ---- | ------------------------ | ------------------ | ---------------------- | ---------------------- |
| 1    | Berlin Gothic            | 26. August 2011    | ISBN 978-3-943542-01-1 | ISBN 978-3-943542-02-8 |
| 2    | Die versteckte Stadt     | 22. September 2011 | ISBN 978-3-943542-03-5 | ISBN 978-3-943542-04-2 |
| 3    | Xavers Ende              | 31. Oktober 2011   | ISBN 978-3-943542-05-9 | ISBN 978-3-943542-06-6 |
| 4    | Der versteckte Wille     | 18. Dezember 2011  | ISBN 978-3-943542-07-3 | ISBN 978-3-943542-08-0 |
| 5    | Nachts bei Max           | 3. Februar 2012    | ISBN 978-3-943542-09-7 | ISBN 978-3-943542-10-3 |
| 6    | Die versteckte Bedeutung | 21. März 2012      | ISBN 978-3-943542-11-0 | ISBN 978-3-943542-12-7 |
| 7    | Gottmaschine             | 18. Juni 2012      | ISBN 978-3-943542-13-4 | ISBN 978-3-943542-14-1 |

## Kritik
„Wie in den guten alten Zeiten der Fortsetzungsromane liefert Winner seinen Thriller häppchenweise. Dabei ist bereits der erste Band derart effektvoll geschrieben, dass man unbedingt wissen will, wie es weiter geht und der Reihe atemlos treu bleibt. Den Leser von „Berlin Gothic“ erwartet indes keine ambitionierte Hochliteratur, es geht um spannende Unterhaltung mit kräftigen Knallern. Diese wird sprachlich durch einen aktiven Stakkato-Stil betont, der das Verständnis von „Gestern“ und „Heute“durch den Wechsel zwischen Präteritum und Präsenz unterstreicht.“

„Definitiv geht es bei „Berlin Gothic“ nur am Rande darum, eine bizarre Mordserie aufzuklären und den Täter zu finden. Wer aber etwas undurchsichtige Erzählungen mit einer scheinbar höheren Botschaft wie in der TV-Serie „Lost“ oder wie von David Lynch mag, dürfte bei „Berlin Gothic“ auf seine Kosten kommen.“